# زوزانا کوچووا
 زوزانا کوچووا (اسلواکی: Zuzana Kučová؛ زادهٔ ۲۶ ژوئن ۱۹۸۲) یک تنیس‌باز اهل اسلواکی است. 